# Année galactique

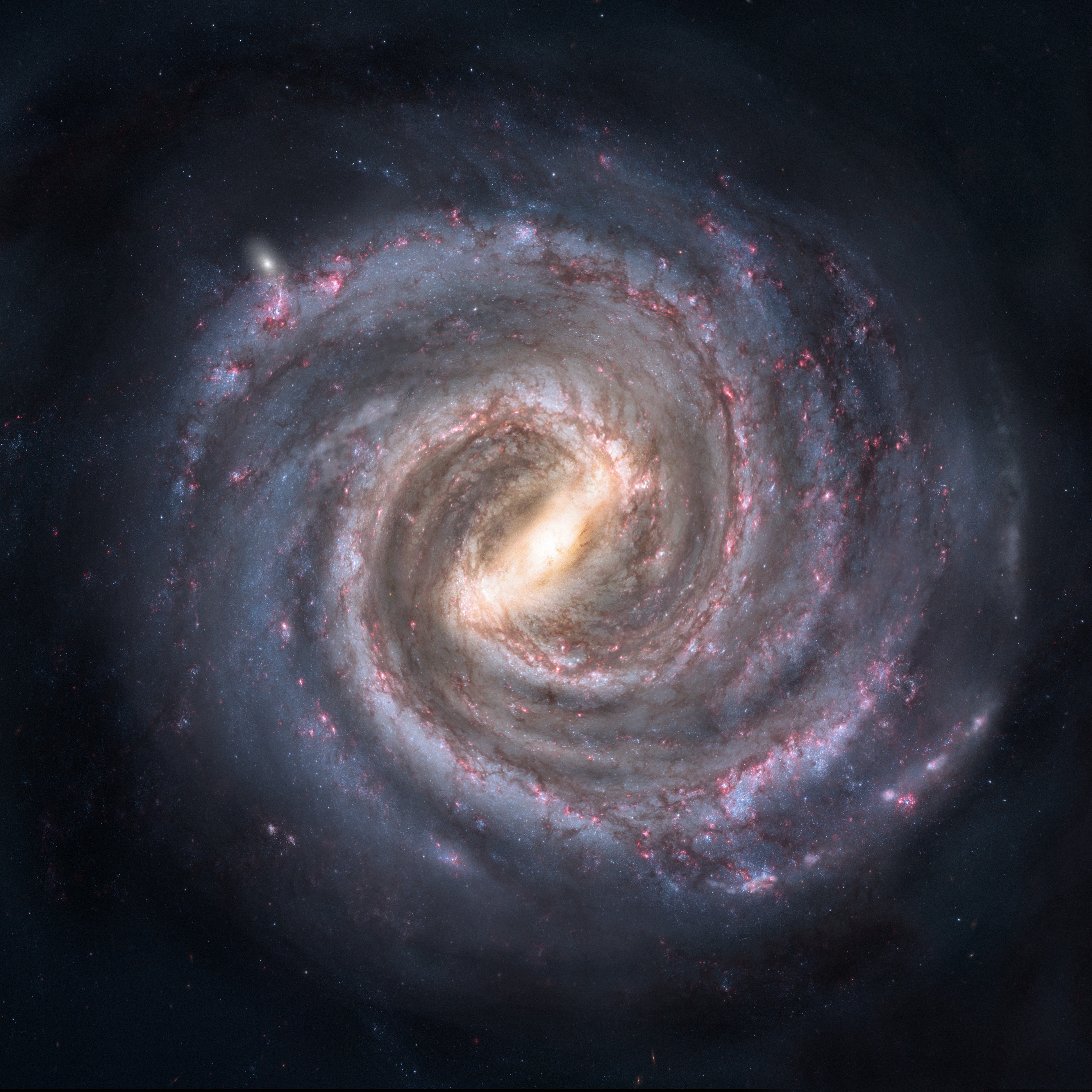
Vue d'artiste de la Voie Lactée.

L'année galactique ou année cosmique est la période de révolution du Soleil autour du centre galactique. Sa durée estimée est de 225 à 250 millions d'années,,. Elle est une unité de mesure utile lorsque l'on veut représenter une période cosmique et géologique en même temps. 

## Chronologie de l'univers et de la Terre en années galactiques
| Passé  | Passé |
| ------ | --- |
| -61    | Le Big Bang. |
| -54    | Naissance de la Voie lactée. |
| -18.4  | Naissance du Soleil. |
| -17    | Apparition des océans sur Terre. |
| -15    | Apparition de la vie. |
| -14    | Apparition des procaryotes. |
| -13    | Apparition des bactéries. |
| -10    | Apparition de continents stables. |
| -7     | Apparition des eucaryotes. |
| -6.8   | Apparition des organismes multicellulaires. |
| -2.8   | Explosion cambrienne. |
| -1     | Extinction Permien-Trias. |
| -0.26  | Extinction Crétacé-Tertiaire. |
| -0.001 | Apparition des humains. |
| Futur  | |
| 1      | Les continents fusionnent en un supercontinent.                                                                                                 |
| 2      | L'accélération par effet de marée déplace la Lune si loin de la Terre qu'une Éclipse solaire totale n'est plus possible.                        |
| 4      | Les niveaux de dioxyde de carbone chutent au point auquel la photosynthèse C4 n'est plus possible. La vie multicellulaire s'éteint.             |
| 12     | Le Magnétosphère de la Terre disparait et les particules chargées émanant du Soleil soufflent progressivement l'atmosphère.                     |
| 15     | Les conditions à la surface de la Terre sont comparables à celles de Vénus aujourd'hui.                                                         |
| 22     | La Voie lactée et la galaxie d'Andromède commencent à entrer en collision.                                                                      |
| 25     | Le soleil devient une nébuleuse planétaire. |
| 30     | La Voie lactée et Andromède complètent leur fusion en une galaxie elliptique géante appelée Milkomeda.                                          |
| 500    | L'expansion de l'Univers pousse toutes les galaxies au-delà du groupe local de la Voie lactée pour disparaître au-delà de l'Univers observable. |
| 2000   | Regroupement des 47 galaxies du groupe local en une seule grande galaxie.                                                                       |